# Spoorlijn Duisburg West Hafen - Innenhafen Nord
De spoorlijn Duisburg West Hafen - Innenhafen Nord was een Duitse spoorlijn en was als spoorlijn 4 onder beheer van DB Netze.

## Geschiedenis
Het traject werd door de Bergisch-Märkische Eisenbahn-Gesellschaft geopend in 1864. In 1900 werd de lijn gesloten, een gedeelte is thans nog in gebruik als goederenspoor.

## Aansluitingen
In de volgende plaatsen was er een aansluiting op de volgende spoorlijnen:
Duisburg West Hafen
DB 1, spoorlijn tussen Duisburg Hauptbahnhof en Duisburg Innenhafen Süd
DB 5, spoorlijn tussen Duisburg West Hafen en Außenhafen